# Lo Roure Sol
Lo Roure Sol és un indret del terme municipal de Tremp, al Pallars Jussà, dins de l'antic terme de Fígols de Tremp.
Està situat al nord-oest del poble de Claramunt, en el vessant septentrional de la carena que separa les valls dels barrancs de Russirera i de les Tarteres. El Roure Sol es troba a prop i al sud-oest del Mas dels Prats, a ponent del Puny del Moro i al nord de Cal Casó i la Collada del Casó. Travessa el lloc el barranc del Roure Sol, que pren el nom d'aquesta partida.